# Мари-Луиз Колейро Прека
Мари-Луиз Колейро Прека (на малтийски: Marie-Louise Koleyro Preka) е малтийска политичка, 9-и президент на Малта от 4 април 2014 до 4 април 2019 г.

## Биография
Тя е родена на 7 декември 1958 г. в гр. Корми, Малта.